# 브렌던 셔너헌
브렌던 프레더릭 셔너헌(영어: Brendan Frederick Shanahan, 1969년 1월 23일 ~ )은 캐나다의 은퇴한 아이스하키 선수이다. 선수 시절 포지션은 레프트윙이며, 현재 토론토 메이플리프스의 회장을 지내고 있다.